# III liga opolska, grupa B mężczyzn w siatkówce (2012/2013)
III liga opolska, grupa B mężczyzn w siatkówce – rozgrywki sezonu 2012/2013, piątej w hierarchii po PLS, I lidze i II lidze męskich ligowych rozgrywek siatkarskich w Polsce. Rywalizacja toczyła się systemem ligowym, o awans do III ligi opolskiej, grupy A. W rozgrywkach brało udział 8 zespołów z województwa opolskiego, grając systemem kołowym, w dwóch rundach: jesiennej i wiosennej. Sezon ligowy rozpoczął się 13 października 2012 roku, a ostatnie mecze rozegrane zostały 23 marca 2013 roku. Za prowadzenie ligi odpowiadał Opolski Związek Piłki Siatkowej.

## Rozgrywki
W III lidze opolskiej, grupie B piłki siatkowej mężczyzn występowało 8 zespołów z województwa opolskiego. Walczyły one o jedno miejsce premiowane awansem do III ligi opolskiej, grupy A. III liga opolska, grupa B była najniższą klasą rozgrywkową siatkówki mężczyzn w województwie opolskim.

### Tabela[1]
Źródło: http://www.ozps.pl/rozgrywki/sezon-20122013/?league_id=10

Zasady ustalania kolejności: 1. liczba zdobytych punktów; 2. wyższy stosunek setów; 3. wyższy stosunek małych punktów.

Punktacja: 3:0 i 3:1 – 3 pkt; 3:2 – 2 pkt; 2:3 – 1 pkt; 1:3 i 0:3 – 0 pkt

### Wyniki spotkań
| 1. kolejka  |                          |                                          |                          |
| 13.10.2012  | WKS Volley Wołczyn       | 3:0 (25:22, 25:15, 25:15)                | UKS Lider Paczków        |
| 13.10.2012  | SKS Mechanik Nysa        | 0:3 (0:25, 0:25, 0:25)                   | LKS Miraż Głubczyce      |
| 13.10.2012  | SPPS Ro-Nat GSM Prudnik  | 2:3 (25:20, 23:25, 24:26, 25:20, 11:15)  | SPS Głogówek             |
| 13.10.2012  | LUKS Azymek Zdzieszowice | 1:3 (25:22, 18:25, 18:25, 19:25)         | UKS Mickiewicz Kluczbork |
| 2. kolejka  |                          |                                          |                          |
| 27.10.2012  | UKS Lider Paczków        | 0:3 (21:25, 21:25, 21:25)                | UKS Mickiewicz Kluczbork |
| 27.10.2012  | SPS Głogówek             | 1:3 (25:22, 19:25, 21:25, 14:25)         | LUKS Azymek Zdzieszowice |
| 27.10.2012  | LKS Miraż Głubczyce      | 3:1 (25:22, 25:20, 19:25, 25:18)         | SPPS Ro-Nat GSM Prudnik  |
| 27.10.2012  | WKS Volley Wołczyn       | 3:0 (25:0, 25:0, 25:0)                   | SKS Mechanik Nysa        |
| 3. kolejka  |                          |                                          |                          |
| 10.11.2012  | SKS Mechanik Nysa        | 0:3 (0:25, 0:25, 0:25)                   | UKS Lider Paczków        |
| 10.11.2012  | SPPS Ro-Nat GSM Prudnik  | 1:3 (20:25, 25:16, 26:28, 22:25)         | WKS Volley Wołczyn       |
| 10.11.2012  | LUKS Azymek Zdzieszowice | 1:3 (25:27, 23:25, 25:19, 20:25)         | LKS Miraż Głubczyce      |
| 10.11.2012  | UKS Mickiewicz Kluczbork | 3:0 (25:20, 25:13, 25:18)                | SPS Głogówek             |
| 4. kolejka  |                          |                                          |                          |
| 17.11.2012  | UKS Lider Paczków        | 0:3 ( 22:25, 23:25, 23:25)               | SPS Głogówek             |
| 17.11.2012  | LKS Miraż Głubczyce      | 1:3 (20:25, 20:25, 25:19, 21:25)         | UKS Mickiewicz Kluczbork |
| 17.11.2012  | WKS Volley Wołczyn       | 0:3 (23:25, 12:25, 19:25)                | LUKS Azymek Zdzieszowice |
| 17.11.2012  | SKS Mechanik Nysa        | 3:1 (25:22, 25:22, 21:25, 25:15)         | SPPS Ro-Nat GSM Prudnik  |
| 5. kolejka  |                          |                                          |                          |
| 24.11.2012  | SPPS Ro-Nat GSM Prudnik  | 3:0 (25:9, 25:16, 25:19)                 | UKS Lider Paczków        |
| 24.11.2012  | LUKS Azymek Zdzieszowice | 2:3 ( 31:29, 22:25, 29:27, 24:26, 12:15) | SKS Mechanik Nysa        |
| 24.11.2012  | UKS Mickiewicz Kluczbork | 3:1 (25:18, 25:21, 20:25, 27:25)         | WKS Volley Wołczyn       |
| 24.11.2012  | SPS Głogówek             | 1:3 (25:20, 23:25, 23:25, 19:25)         | LKS Miraż Głubczyce      |
| 6. kolejka  |                          |                                          |                          |
| 1.12.2012   | SKS Mechanik Nysa        | 0:3 (19:25, 23:25, 22:25)                | UKS Mickiewicz Kluczbork |
| 1.12.2012   | UKS Lider Paczków        | 0:3 (23:25, 21:25, 19:25)                | LKS Miraż Głubczyce      |
| 1.12.2012   | WKS Volley Wołczyn       | 3:2 (22:25, 25:14, 16:25, 25:22, 15:8)   | SPS Głogówek             |
| 1.12.2012   | SPPS Ro-Nat GSM Prudnik  | 3:0 (28:26, 25:20, 25:15)                | LUKS Azymek Zdzieszowice |
| 7. kolejka  |                          |                                          |                          |
| 8.12.2012   | LUKS Azymek Zdzieszowice | 3:0 (25:16,25:18,25:19)                  | UKS Lider Paczków        |
| 8.12.2012   | UKS Mickiewicz Kluczbork | 3:2 (25:14, 25:16, 23:25, 23:25, 19:17)  | SPPS Ro-Nat GSM Prudnik  |
| 8.12.2012   | SPS Głogówek             | 3:1 (20:25, 25:22, 25:23, 25:21)         | SKS Mechanik Nysa        |
| 8.12.2012   | LKS Miraż Głubczyce      | 1:3 ( 25:20, 17:25, 22:25, 22:25)        | WKS Volley Wołczyn       |
| 8. kolejka  |                          |                                          |                          |
| 12.01.2013  | UKS Lider Paczków        | 1:3 (20:25, 30:28, 25:27, 18:25)         | WKS Volley Wołczyn       |
| 12.01.2013  | LKS Miraż Głubczyce      | 3:0 (27:25, 25:13, 25:16)                | SKS Mechanik Nysa        |
| 12.01.2013  | SPS Głogówek             | 3:0 (29:27, 25:19, 25:22)                | SPPS Ro-Nat GSM Prudnik  |
| 12.01.2013  | UKS Mickiewicz Kluczbork | 2:3 ( 26:24, 25:22, 16:25, 17:25, 12:15) | LUKS Azymek Zdzieszowice |
| 9. kolejka  |                          |                                          |                          |
| 19.01.2013  | UKS Mickiewicz Kluczbork | 3:0 (25:16, 25:16, 25:21)                | UKS Lider Paczków        |
| 19.01.2013  | LUKS Azymek Zdzieszowice | 1:3 (26:24, 21:25, 15:25, 23:25)         | SPS Głogówek             |
| 19.01.2013  | SPPS Ro-Nat GSM Prudnik  | 2:3 (26:24, 22:25, 25:20, 22:25, 8:15)   | LKS Miraż Głubczyce      |
| 19.01.2013  | SKS Mechanik Nysa        | 3:0 (25:20, 25:10, 25:23)                | WKS Volley Wołczyn       |
| 10. kolejka |                          |                                          |                          |
| 16.02.2013  | UKS Lider Paczków        | 0:3 (8:25, 15:25, 22:25)                 | SKS Mechanik Nysa        |
| 16.02.2013  | WKS Volley Wołczyn       | 3:1 ( 26:24, 11:25, 25:22, 25:21)        | SPPS Ro-Nat GSM Prudnik  |
| 16.02.2013  | LKS Miraż Głubczyce      | 3:2 ( 25:21, 17:25, 25:23, 16:25, 15:6)  | LUKS Azymek Zdzieszowice |
| 16.02.2013  | SPS Głogówek             | 0:3 ( 11:25, 15:25, 19:25)               | UKS Mickiewicz Kluczbork |
| 11. kolejka |                          |                                          |                          |
| 2.03.2013   | SPS Głogówek             | 3:1 (25:19, 18:25, 25:20, 25:21)         | UKS Lider Paczków        |
| 2.03.2013   | UKS Mickiewicz Kluczbork | 3:2 (25:21, 18:25, 25:17, 23:25, 15:12)  | LKS Miraż Głubczyce      |
| 2.03.2013   | LUKS Azymek Zdzieszowice | 3:1 (25:14, 25:16, 24:26, 22:25, 15:9)   | WKS Volley Wołczyn       |
| 2.03.2013   | SPPS Ro-Nat GSM Prudnik  | 3:2 (25:20, 20:25, 12:25, 25:21, 15:10)  | SKS Mechanik Nysa        |
| 12. kolejka |                          |                                          |                          |
| 9.03.2013   | UKS Lider Paczków        | 0:3 (20:25, 21:25, 23:25)                | SPPS Ro-Nat GSM Prudnik  |
| 9.03.2013   | SKS Mechanik Nysa        | 0:3 (19:25, 17:25, 17:25)                | LUKS Azymek Zdzieszowice |
| 9.03.2013   | WKS Volley Wołczyn       | 0:3 (11:25, 18:25, 18:25)                | UKS Mickiewicz Kluczbork |
| 9.03.2013   | LKS Miraż Głubczyce      | 1:3 (21:25, 26:24, 19:25, 22:25)         | SPS Głogówek             |
| 13. kolejka |                          |                                          |                          |
| 16.03.2013  | LKS Miraż Głubczyce      | 3:0 (25:19, 25;21, 25:15)                | UKS Lider Paczków        |
| 16.03.2013  | SPS Głogówek             | 1:3 (25:19, 19:25, 12:25, 24:26)         | WKS Volley Wołczyn       |
| 16.03.2013  | UKS Mickiewicz Kluczbork | 3:2 (23:25, 25:20, 25:20, 18:25, 15:10)  | SKS Mechanik Nysa        |
| 16.03.2013  | LUKS Azymek Zdzieszowice | 3:0 (25:21, 25:20, 25:15)                | SPPS Ro-Nat GSM Prudnik  |
| 14. kolejka |                          |                                          |                          |
| 23.03.2013  | UKS Lider Paczków        | 1:3 (14:25, 9:25, 25:21, 16:25)          | LUKS Azymek Zdzieszowice |
| 23.03.2013  | SPPS Ro-Nat GSM Prudnik  | 3:2 (25:19, 17:25, 23:25, 25:22, 15:13)  | UKS Mickiewicz Kluczbork |
| 23.03.2013  | SKS Mechanik Nysa        | 2:3 (19:25, 25:19, 25:22, 21:25, 11:15)  | SPS Głogówek             |
| 23.03.2013  | WKS Volley Wołczyn       | 0:3 (19:25, 23:25, 23:25)                | LKS Miraż Głubczyce      |

Objaśnienia:
- W 1, 2 i 3 kolejce rundy jesiennej mecze z udziałem drużyny SKS Mechanik Nysa zostały zweryfikowane przez Wydział Gier i Dyscyplin OZPS w Opolu jako walkowery, w związku z uczestnictwem w zawodach nieuprawnionego zawodnika drużyny SKS Mechanik Nysa[2]

### Tabela wyników
| Gospodarz \ Gość1        | GŁO | GŁU | KLU | NYS | PAC | PRU | WOŁ | ZDZ |
| ------------------------ | --- | --- | --- | --- | --- | --- | --- | --- |
| SPS Głogówek             | -   | 1:3 | 0:3 | 3:1 | 3:1 | 3:0 | 1:3 | 1:3 |
| LKS Miraż Głubczyce      | 1:3 | -   | 1:3 | 3:0 | 3:0 | 3:1 | 1:3 | 3:2 |
| KKS Mickiewicz Kluczbork | 3:0 | 3:2 | -   | 3:2 | 3:0 | 3:2 | 3:1 | 2:3 |
| SKS Mechanik Nysa        | 2:3 | 0:3 | 0:3 | -   | 0:3 | 3:1 | 3:0 | 0:3 |
| UKS Lider Paczków        | 0:3 | 0:3 | 0:3 | 0:3 | -   | 0:3 | 1:3 | 1:3 |
| SPPS Ro-Nat GSM Prudnik  | 2:3 | 2:3 | 3:2 | 3:2 | 3:0 | -   | 1:3 | 3:0 |
| WKS Volley Wołczyn       | 3:2 | 0:3 | 0:3 | 3:0 | 3:0 | 3:1 | -   | 0:3 |
| LUKS Azymek Zdzieszowice | 1:3 | 1:3 | 1:3 | 2:3 | 3:0 | 3:0 | 3:2 | -   |

Źródło: Strona UKS Mickiewicz Kluczbork
1 Drużyna gospodarzy jest wymieniona po lewej stronie tabeli.
Kolory:
  zwycięstwo gospodarzy 3:0 lub 3:1
  zwycięstwo gospodarzy 3:2
  zwycięstwo gości 3:0 lub 3:1
  zwycięstwo gości 3:2
- Mistrz jesieni 2012/2013: UKS Mickiewicz Kluczbork

- Awans do III ligi opolskiej, grupy A mężczyzn w siatkówce: UKS Mickiewicz Kluczbork